# Helius (Helius) pictus
Helius (Helius) pictus is een tweevleugelige uit de familie steltmuggen (Limoniidae). De soort komt voor in het Oriëntaals gebied.